# Аррениус, Олоф Вильгельм
Олоф Вильгельм Аррениус (швед. Olof «Olle» Vilhelm Arrhenius; 1895—1977) — шведский учёный-химик в области сельского хозяйства.

## Биография

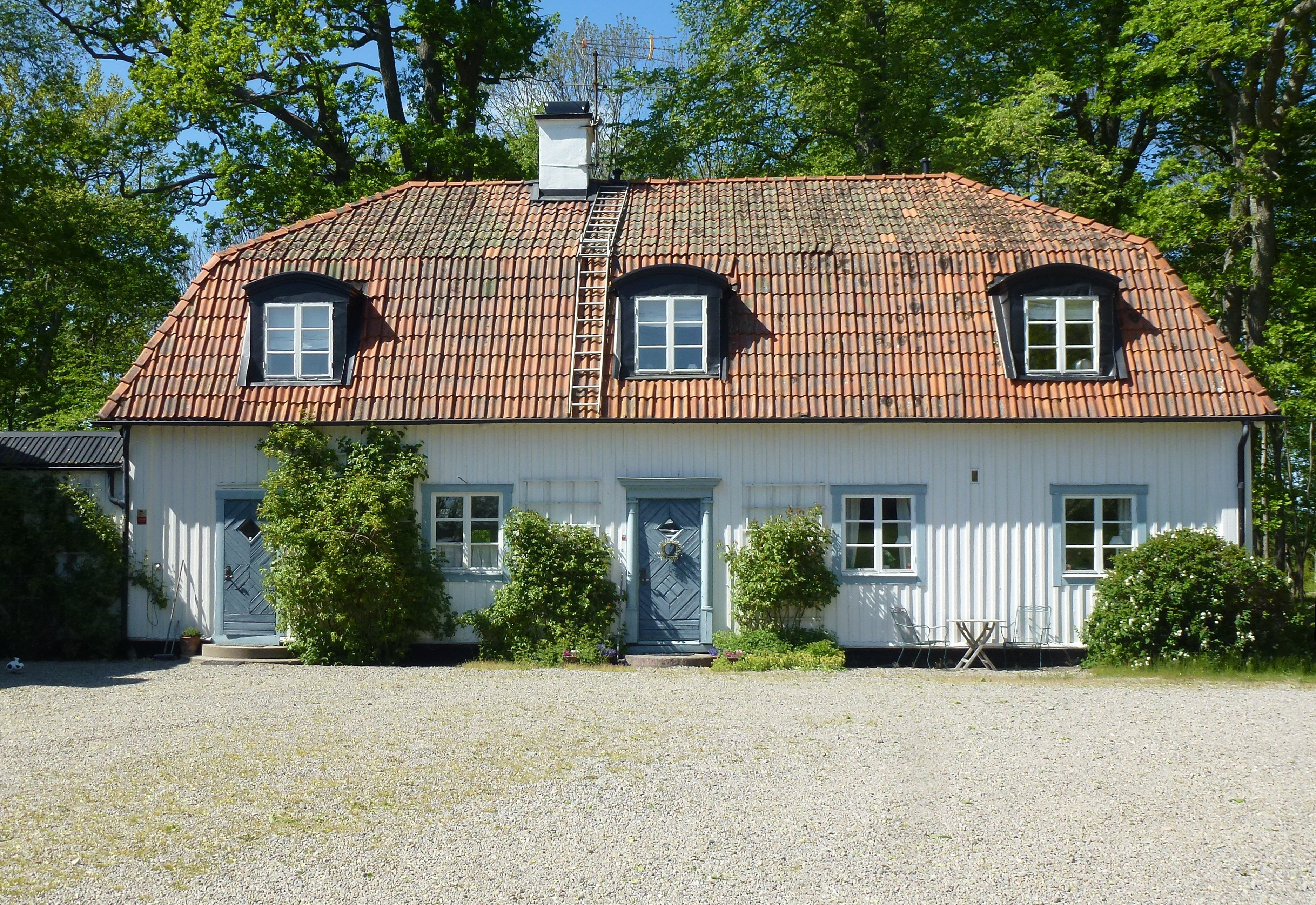
Дом на ферме Kagghamra в 2014 году

Родился в Стокгольме 2 ноября 1895 года в семье Нобелевского лауреата, шведского физико-химика Сванте Аррениуса; является отцом физико-химика Густафа Аррениуса.
Стал доктором наук в 1920 году в Стокгольме, по профессии был ботаником и агрономом-химиком. В этом же году встречался с британским учёным-агрохимиком Джеймсом Прескоттом и знакомился с его работами. С 1920 по 1926 год Аррениус работал ассистентом по сельскохозяйственной ботанике в Центральном институте экспериментальных исследований в области сельского хозяйства (Centralanstalten för försöksväsendet på jordbruksområdet), на площадке Королевской сельскохозяйственной академии в стокгольмском районе Северный Юргорден (Norra Djurgården).
В 1925 году он купил ферму Kagghamra в Грёдинге. С 1926 по 1928 год работал биологом на полях Голландской испытательной станции сахарной промышленности на острове Ява. После этого он работал на своём фермерском хозяйстве Kagghamra, занимаясь собственными исследованиями: изучал экологические факторы и вариации, занимался исследованиями содержания фосфора на пахотных землях, проводил опыты с древесиной.
В 1941 году учёный пожертвовал землю у озера Grindsjön шведскому Военно-физическому институту (Militärfysiska institutet), где позже проводились работы по шведской программе создания ядерного оружия. 11 сентября 1943 года Олоф Аррениусон основал ассоциацию Grödinge hembygdsförening, объединяющую учёных и исследователей в области сельского хозяйства, выпускавшую собственный журнал Grödinge hembygdstidning. 
В 1937 году он был избран членом-корреспондентом Шведской академии наук, а в 1946 году — членом Шведской сельскохозяйственной академии. 
Умер 8 мая 1977 года.